# Възнесение Господне (Търговище)
„Възнесение Господне“ (на румънски: Biserica Înălțarea Domnului) е главен архиерейски храм на Угровлашката митрополия в периода от 1517 година на Нягое Басараб – до 1668 година, когато Раду Леон мести митрополитската катедра в Букурещ. Мирча Стари мести главното си седалище в Търговище още около 1400 г., обаче митрополията остава в Куртя де Арджеш до 1517 г.
Сегашната църковна катедрала е издигната между 1892 и 1895 година на мястото на старата порутина в резултат от честите земетресения с епицентър зона Вранча.